# Kirche von Thorsager

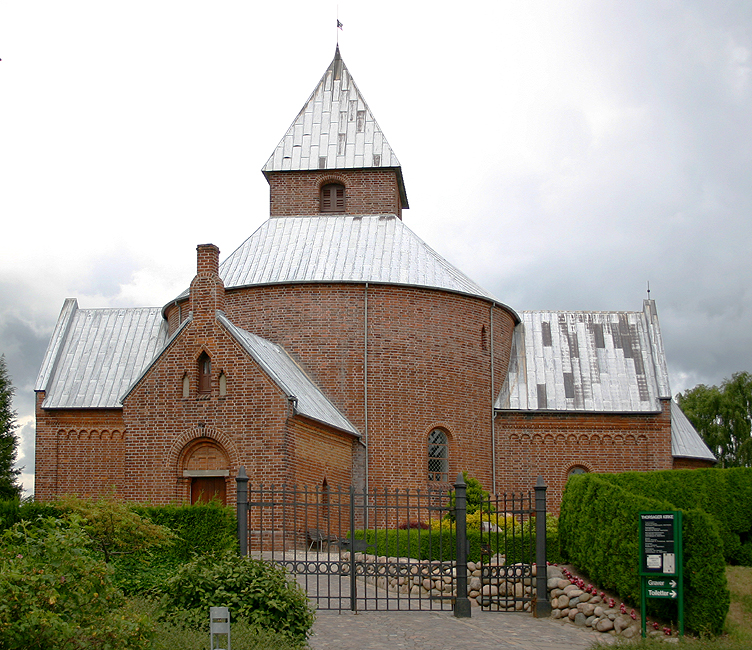
Außenansicht

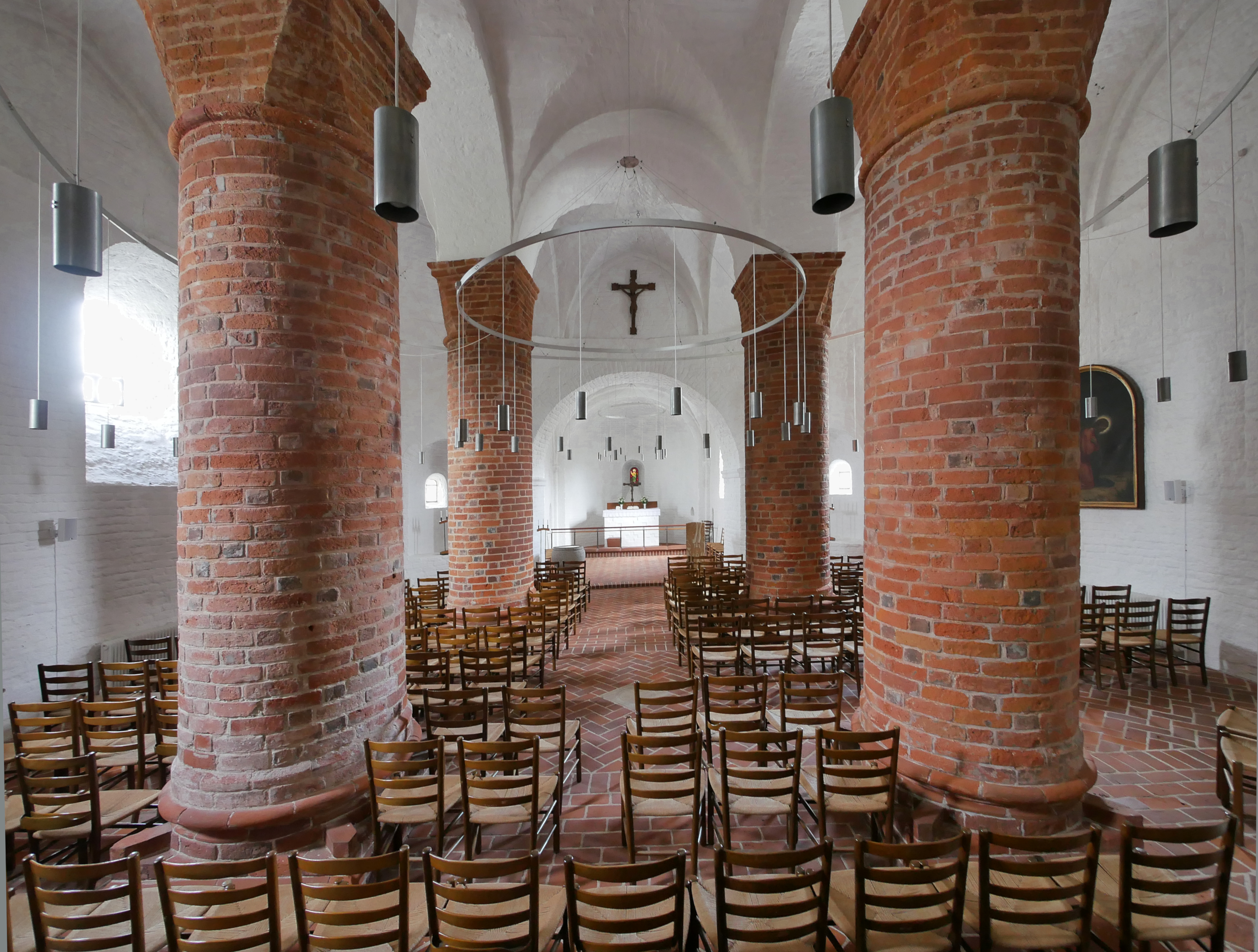
Innenansicht

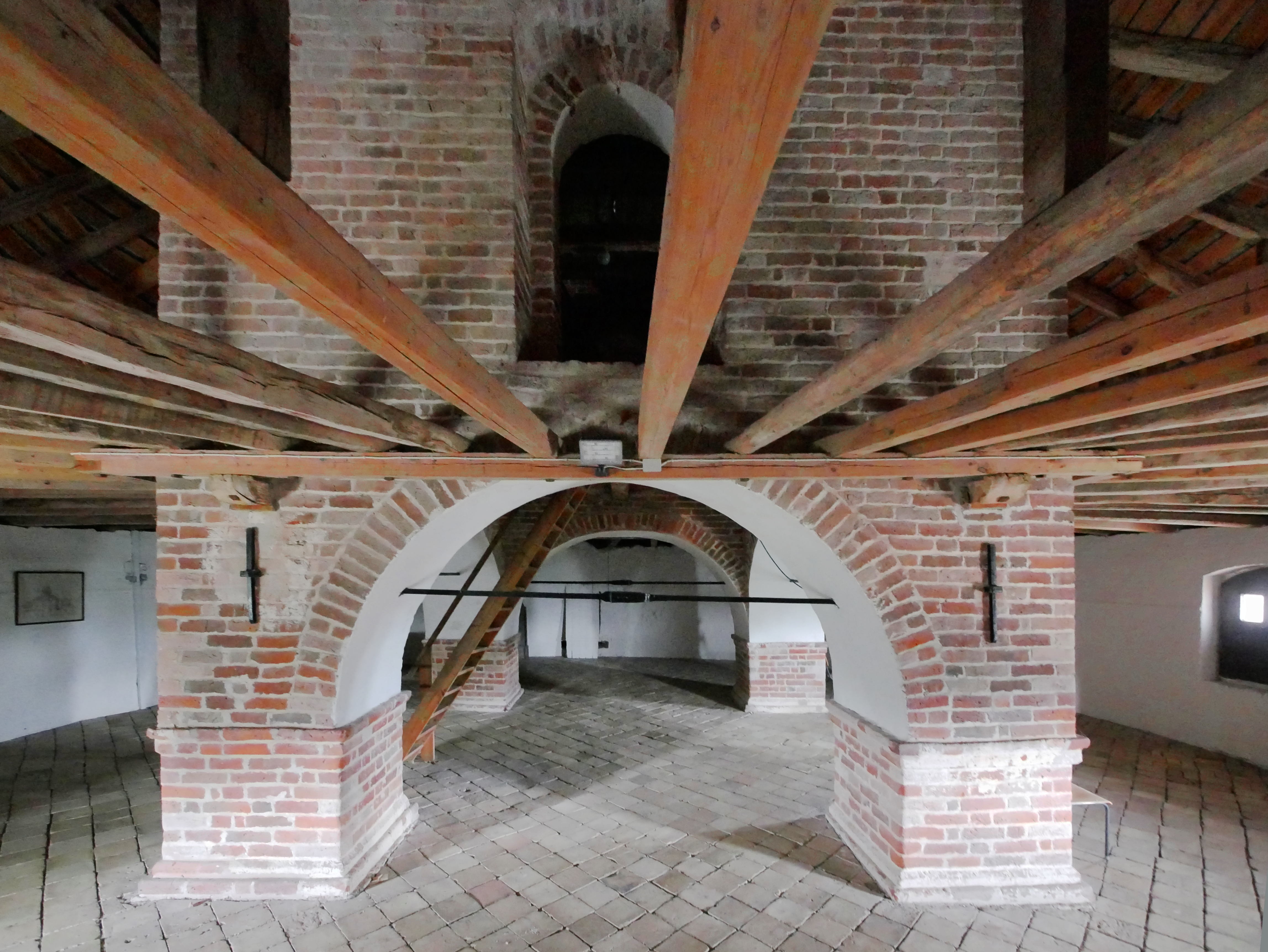
Raum über der Kirche

Die Kirche von Thorsager, dänisch Thorsager Kirke, ist eine Rundkirche in Thorsager in der Syddjurs Kommune auf der dänischen Halbinsel Jütland. Die Kirchengemeinde gehört zur Syddjurs Provsti im Bistum Aarhus der evangelisch-lutherischen Dänischen Volkskirche. Thorsager Kirke ist die einzige der sieben mittelalterlichen Rundkirchen Dänemarks, die sich in Jütland befindet.

## Baubeschreibung
Die um 1200 erbaute Kirche von Thorsager ist eines der ältesten Backsteingebäude in Jütland. Die ursprünglichen Ziegel im Klosterformat sind aber nur noch an wenigen Stellen zu sehen. Der zentrale Rundturm hat einen Innendurchmesser von 12,6 m. Das Dach des runden Kirchenschiffs wird von vier Säulen im Inneren getragen. Das heutige Gewölbe ist nicht ursprünglich, sondern wurde bei der Renovierung 1877/78 eingezogen. Nach Osten an den Zentralbau angebaut ist ein eckiger Chor mit einer Apsis. Im Spätmittelalter wurde das Waffenhaus im Süden ergänzt. Über der Kirche befindet sich ein über eine Wendeltreppe zugänglicher niedriger Raum, der jedoch anders als in Bjernede möglicherweise ursprünglich kein Dachgeschoss, sondern eine nach unten offene Galerie war, auf der die Adligen dem Gottesdienst beiwohnten. Der wohl wie das Wappenhaus um 1400 ergänzte kleine Turm mit Stufengiebel im Westen wurde 1877 abgetragen und hat nun nur noch dieselbe Höhe wie der Chor.

## Geschichte
Die Kirche liegt auf einer Anhöhe, die sich zur Bauzeit inmitten eines Feuchtgebiets am Kolindsund befand, das bis zur Abdämmung im 19. Jahrhundert Djursland durchschnitt.
Erstmals erwähnt ist eine Kirche in Thorsager im Waldemar-Erdbuch von 1231. Doch dürfte ein erster, hölzerner Kirchenbau an dieser Stelle wohl schon um das Jahr das 1000 entstanden sein. Vermutlich befand sich die Kirche an der Stelle einer heidnischen Kultstätte, worauf auch der Ortsname Thorsager (Thors Acker) verweist. Bei der Renovierung 1950 fand man unter der heutigen Kirche Fundamente einer älteren Holzkirche und unter deren Lehmfußboden eine Steinaufschüttung, die vielleicht ein heidnischer Opferaltar war.
Die heutige Kirche wurde um 1200 errichtet. Sie ist damit die jüngste der dänischen Rundkirchen. Zusammen mit den baulich sehr ähnlichen Rundkirchen von Bjernede auf Seeland und Horne auf Fünen wird sie als „Absalon-Rundkirche“ bezeichnet nach dem unter König Waldemar I. einflussreichen Erzbischof Absalon von Lund. Bauherr war möglicherweise Peder Vognsen, wie Absalon Mitglied der dem König nahestehenden adligen Familie Hvide und 1191–1204 Bischof von Aarhus. 
Seit 1313 gehörte die Kirche zum Bereich der durch König Erik IV. Menved errichteten Burg Kalø. Bis 1661 blieb die Kirche im königlichen Eigentum, danach gehörte sie den wechselnden Gutsherren. 1828 wurde Kalø samt der Kirche von dem Hamburger Kaufmann und Senator Martin Johann Jenisch erworben, in dessen Familie sie bis zur Enteignung 1945 blieb.

## Inventar
In der Kirche befindet sich ein romanisches Taufbecken, das vielleicht noch aus dem Vorgängerbau stammt. Er ist viel schlichter als die von dem in der unmittelbaren Nachbarschaft ansässigen Steinmetz Horder geschaffenen Taufsteine vieler Kirchen der Umgebung.
Der Altar wurde bei der Renovierung 1952 geschaffen; das vorherige Altarbild von 1878 hängt nun seitlich an der Wand. Auf dem Altartisch steht ein spätgotisches Kruzifix. Die Beleuchtung wurde 1979 von Bent Exner entworfen. Die Kanzel wurde 2004 durch ein Lesepult ersetzt. Die heutige Orgel wurde 2004 von der Orgelbauwerkstatt Bruno Christensen & Sønner erbaut und hat 15 Register auf 2 Manualen und Pedal.

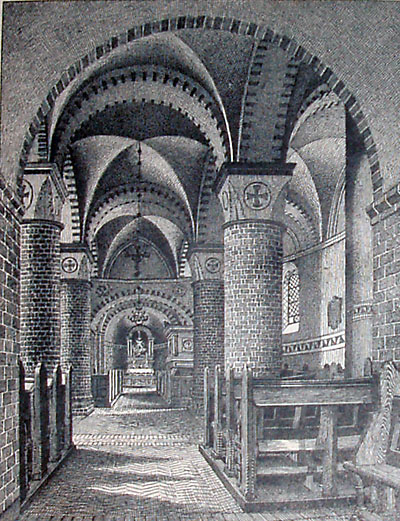
Kircheninneres, Zeichnung, 1901
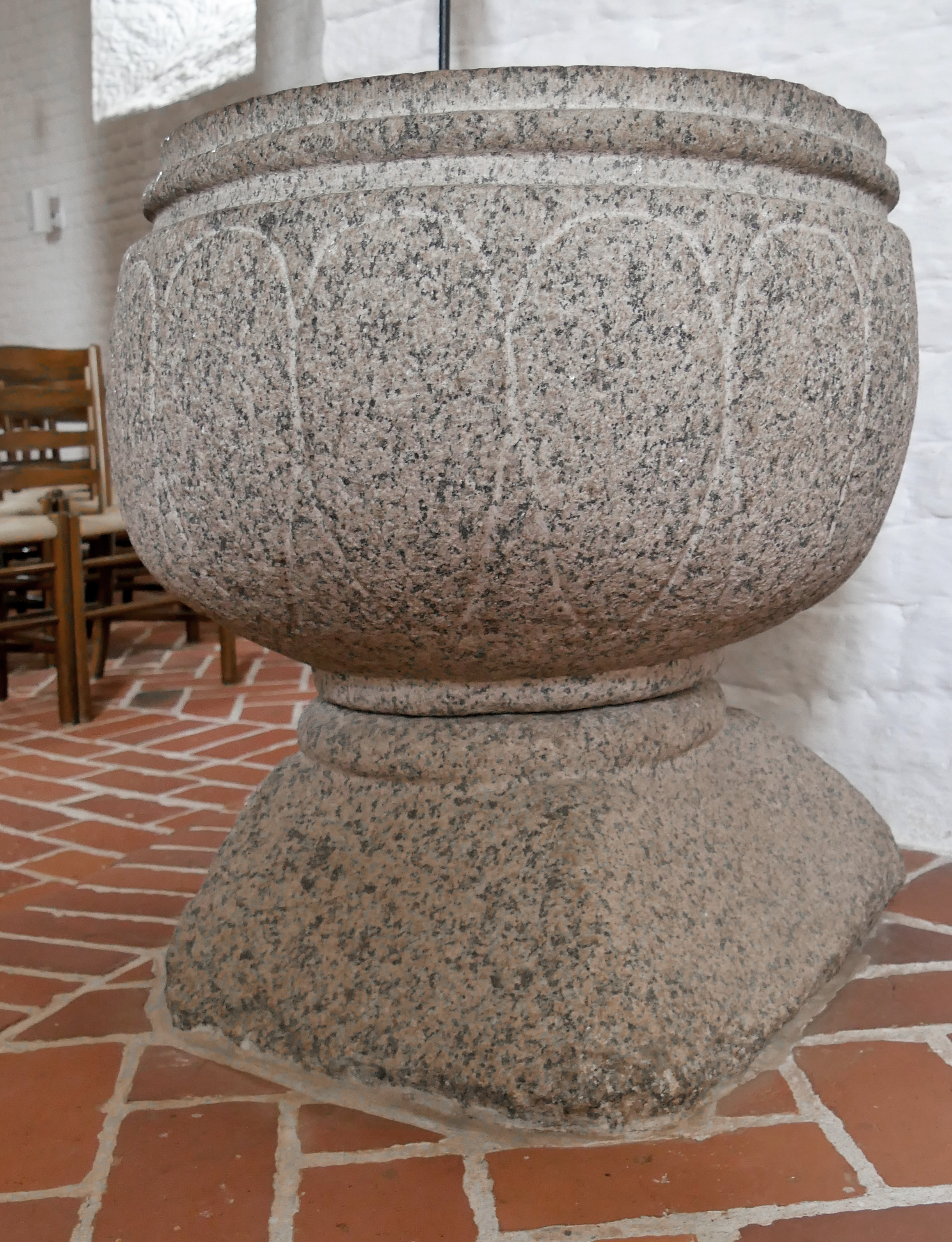
Taufstein
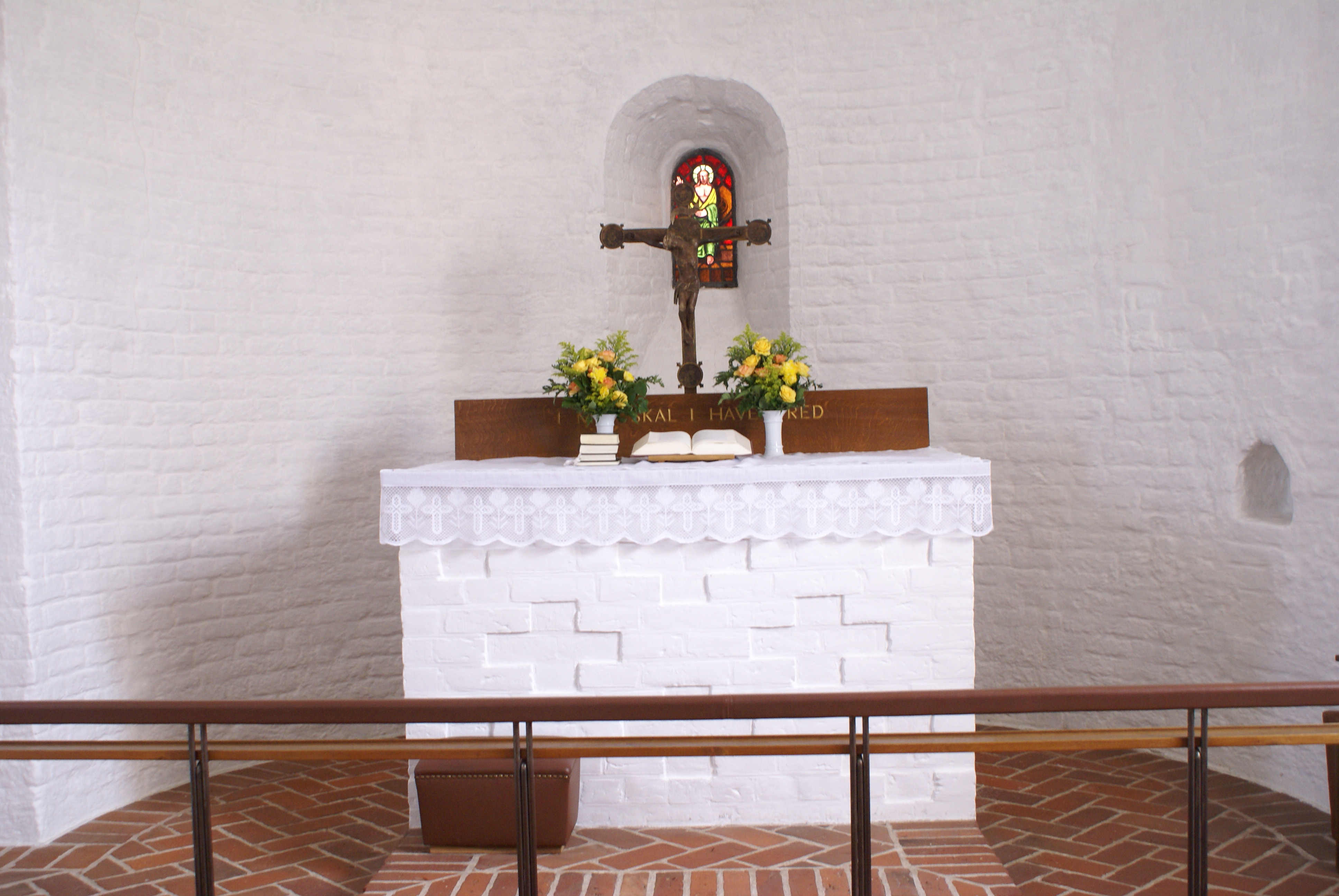
Altar
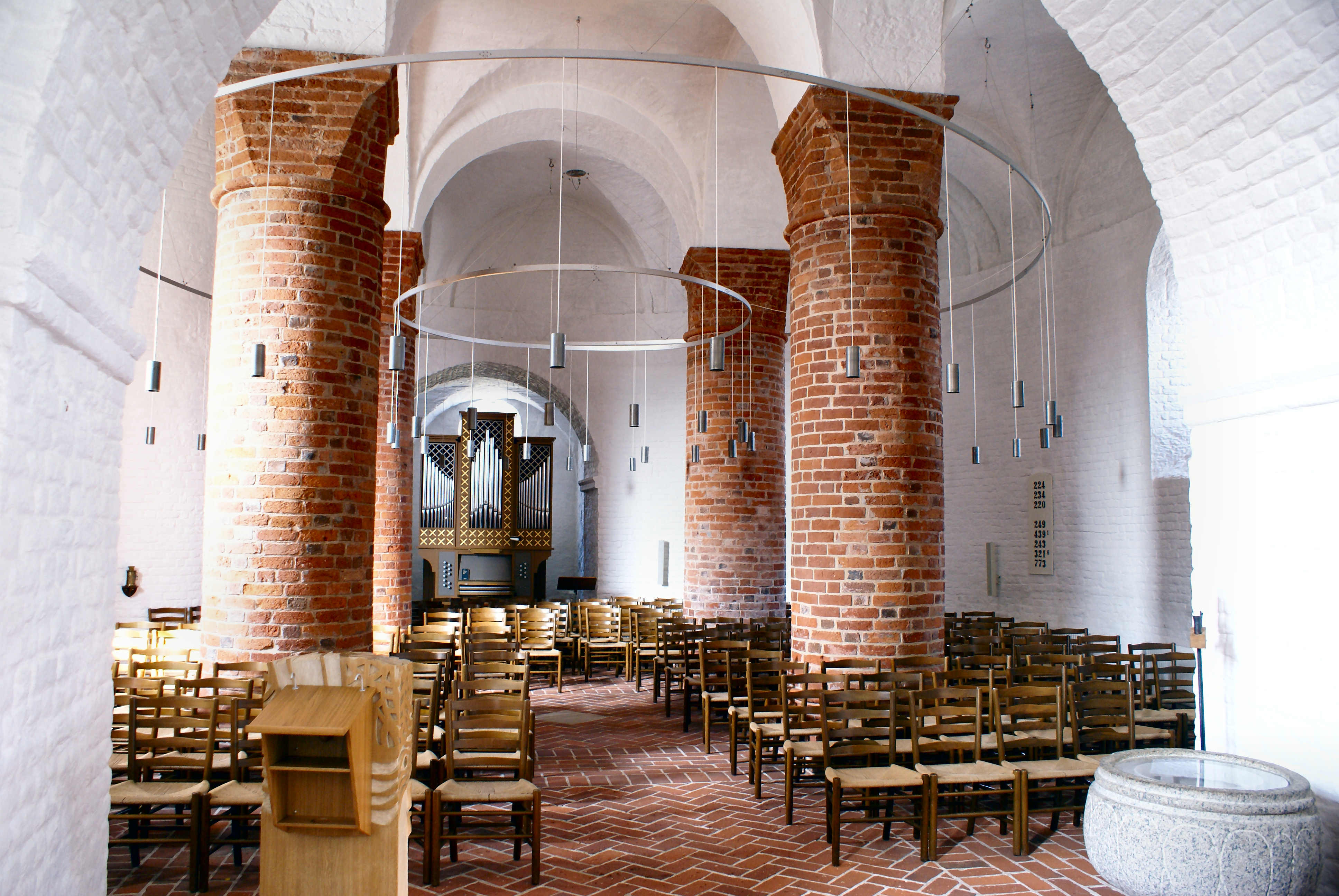
Inneres nach Westen mit Blick auf die Orgel